# DeSoto Firesweep
 La Firesweep è un'autovettura prodotta dalla DeSoto dal 1957 al 1959.

## Storia
Nel periodo in cui fu in produzione, la Firesweep venne posta alla base della gamma DeSoto. Combinava il corpo vettura e il telaio dei modelli Dodge, mentre i paraurti e la calandra erano tipici delle vetture DeSoto. Le Firesweep del 1957 vennero vendute solo in Canada. Caratteristici del modello erano i fanali anteriori con alloggiamento cromato, che erano comuni sui modelli Dodge.

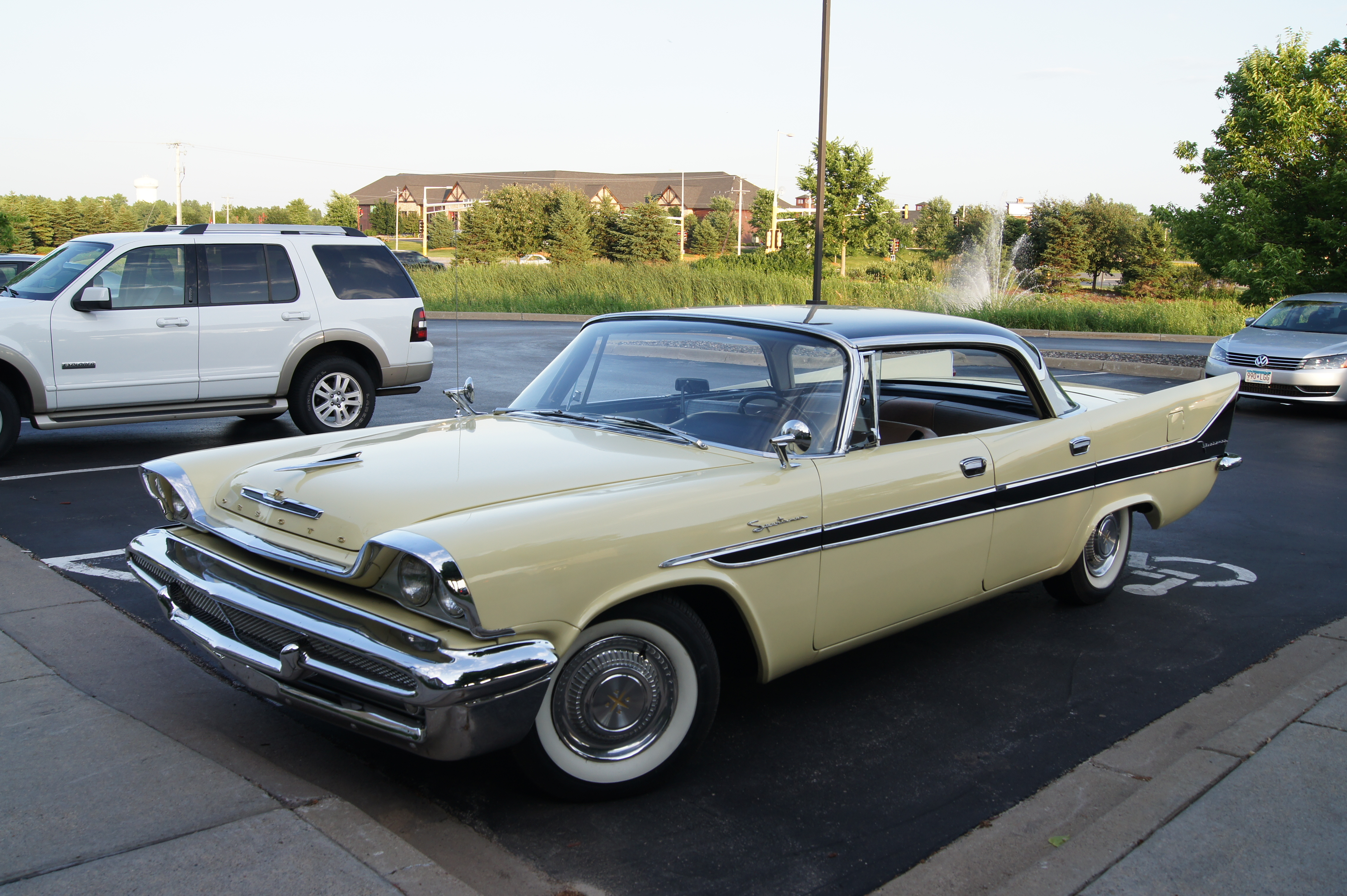
DeSoto Firesweep del 1958

La Firesweep poteva ospitare sei passeggeri ed era offerta in versione berlina quattro porte, familiare cinque porte, coupé due porte e cabriolet due porte. Il modello inizialmente venne dotato di un motore V8 da 5,3 L di cilindrata. Nel 1958 questo propulsore venne sostituito da un V8 da 5,9 L che erogava 295 CV di potenza a 4.600 giri al minuto. Il cambio installato era manuale tre rapporti ma tra le opzioni era disponibile una trasmissione automatica a due rapporti.
Nell'equipaggiamento offerto opzionalmente erano compresi, tra l'altro, il servosterzo, il servofreno, l'orologio, l'autoradio, l'aria condizionata e gli pneumatici con banda laterale bianca.
Il primo anno di commercializzazione fu il migliore. Però il declino della qualità dei modelli DeSoto e le voci di una possibile soppressione del marchio, portarono a un costante calo delle vendite e, di conseguenza, all'uscita di scena della Firesweep nel 1959.

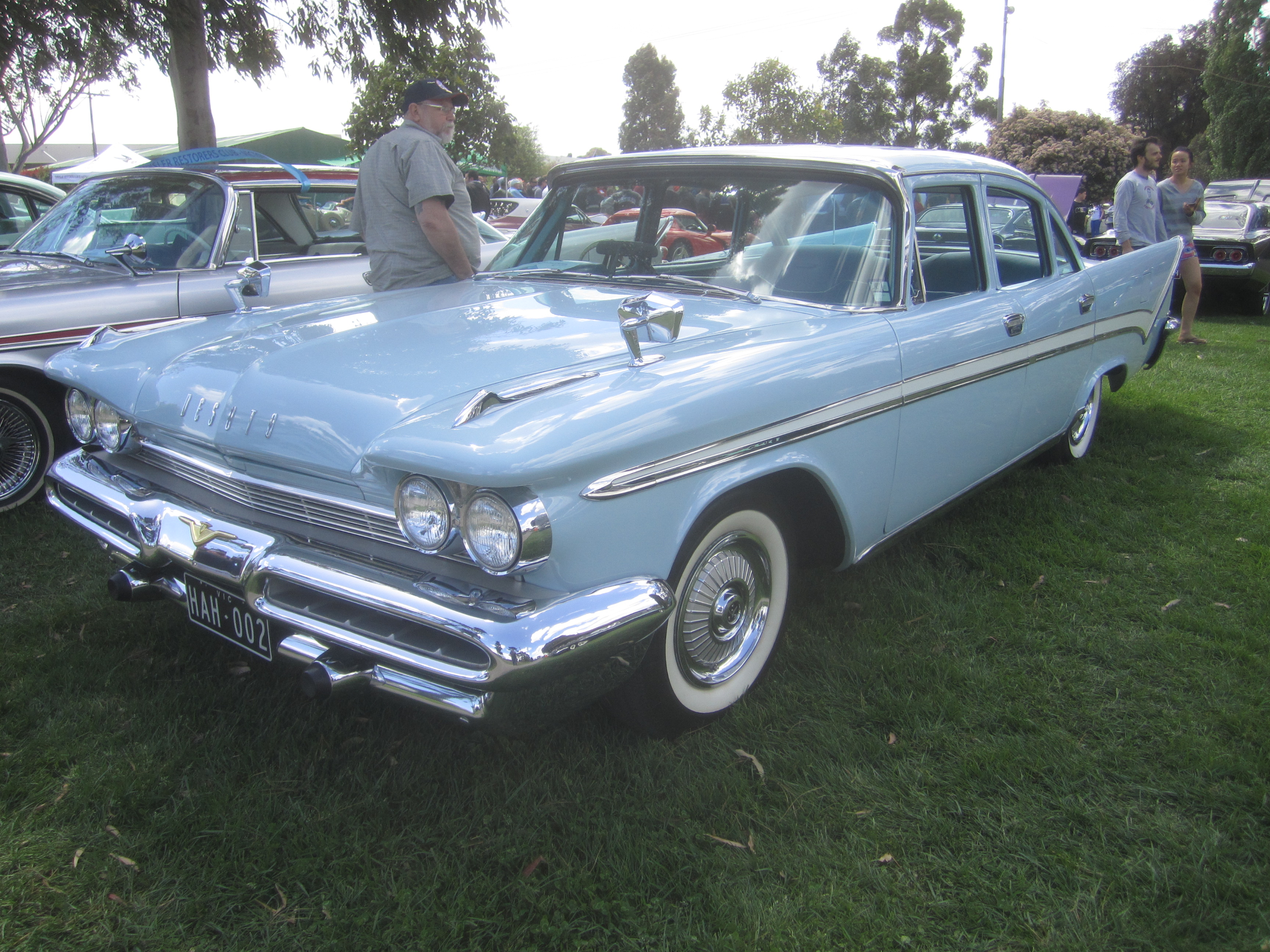
DeSoto Firesweep del 1959 per il mercato australiano

La Firesweep è stata assemblata anche in Australia dal 1958 al 1960 tramite la tecnica del complete knock down grazie a componenti importati da Detroit. Questa Firesweep australiana era equipaggiata con il motore V8 da 5,9 L già montato sulla versione statunitense.